# نهنگ صاف
خوش‌نهنگ‌ها، نهنگ‌های حقیقی، نهنگ‌های شکار، نهنگ‌های صاف، هونهنگ‌ها یا نهنگ‌های سیاه، سه گونه از نهنگان بالین از سرده Eubaleena هستند: نهنگ حقیقی اطلس شمالی (E. glacialis)، نهنگ حقیقی آرام شمالی (E. japonica) و نهنگ حقیقی جنوبی (E. australis). این نهنگ‌ها را در خانواده Balaenidae، همراه با نهنگ قطبی (bowhead whale) طبقه‌بندی می‌شوند. نهنگ‌های حقیقی دارای بدنی گوشتالو با پوزه قوسی، سوراخ تنفسی V شکل و پوستی خاکستری یا سیاه هستند. متمایزکننده‌ترین ویژگی یک نهنگ حقیقی، لکه‌های زبر پوست در قسمت سرشان است، که به علت انگلی به نام شپش نهنگی، سفید به نظر می‌رسد.

## رده‌بندی
- نهنگ حقیقی اطلس شمالی، Eubalaena glacialis
- نهنگ حقیقی آرام شمالی، Eubalaena japonica
- نهنگ حقیقی جنوبی، Eubalaena australis

|  | نهنگ حقیقی اطلس شمالی                                                      |
|  |                                                                            |
|  | \| \| نهنگ حقیقی آرام شمالی \| \| \| \| \| \| نهنگ حقیقی جنوبی \| \| \| \| |
|  |                                                                            |
|  | نهنگ حقیقی آرام شمالی                                                      |
|  |                                                                            |
|  | نهنگ حقیقی جنوبی                                                           |
|  |                                                                            |

|  | نهنگ حقیقی آرام شمالی |
|  |                       |
|  | نهنگ حقیقی جنوبی      |
|  |                       |

## ویژگی ظاهری

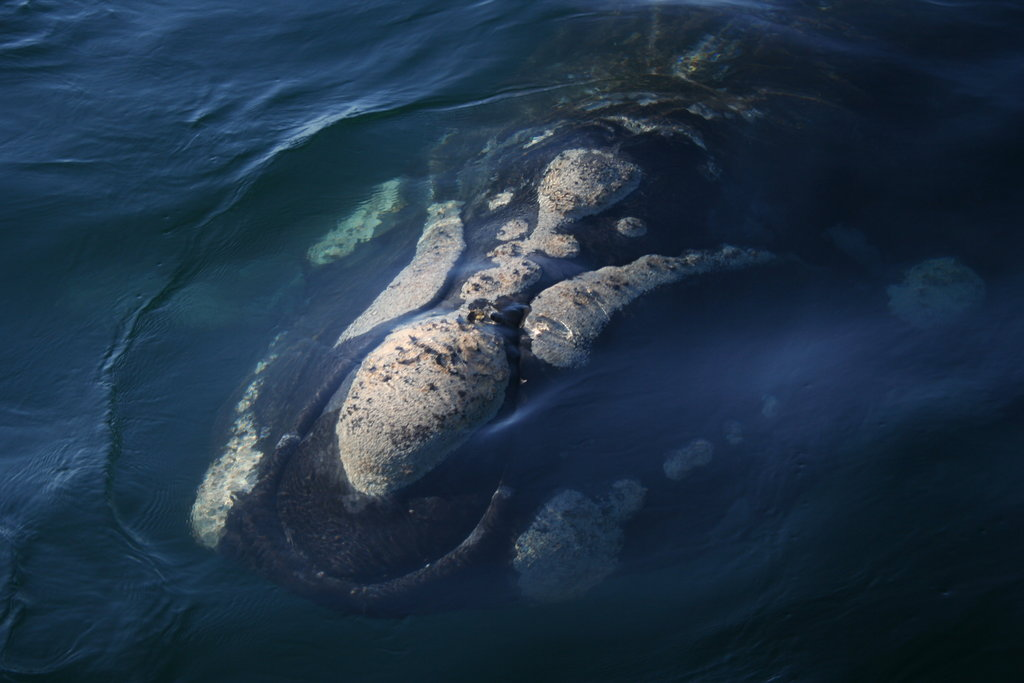
پیسه‌های روی سر یک نهنگ شکار جنوبی.

بر خلاف بیشتر نهنگ‌ها، نهنگ‌های شکار بر روی سر خود پوست‌های سفت پیسه‌وار دارند. پشت این جانوران بلند و طولانی است و باله پشتی ندارند. زیر بدن الگوهای سفید رنگ دارد و دهان به شکل کمانی بزرگ به نظر می‌آید که از نزدیک چشم آغاز می‌شوند. پیسه‌های روی سر به رنگ سفید دیده می‌شوند و این به دلیل انباشت فراوان گروه‌های سیامیدها است.
نهنگ‌های شکار تا ۱۸ متر طول پیدا می‌کنند و وزنشان اغلب کمتر از ۱۰۰ تن است. از این دید، وزن آن‌ها از نهنگ گوژپشت و نهنگ خاکستری بیشتر و از نهنگ آبی کمتر است. نزدیک ۴۰٪ وزن بدن را چربی (پیه) تشکیل می‌دهد که دارای چگالی کم است. به همین دلیل برخلاف بیشتر نهنگ‌ها، جسد نهنگ‌های شکار مرده بر روی آب شناور می‌ماند.

## حفاظت و وضعیت بقا
نهنگ‌های شکار ساکن در نیم‌کره شمالی با آنکه دهه‌ها زیر حفاظت بوده‌اند، بسیار نزدیک به منقرض‌شدن هستند. نهنگ شکار جنوبی اما آرام آرام جمعیت خود را از آسیب‌های وارده توسط شکار به دست انسان‌ها باز میابد.